# Mariotto
Mariotto is een plaats (frazione) in de Italiaanse gemeente Bitonto.